# 莫克羅沃利亞
49°58′52″N 26°27′35″E / 49.98111°N 26.45972°E
莫克羅沃利亞（羅馬化：Mokrovolia）是烏克蘭西部的村莊，隸屬赫梅利尼茨基州的舍佩蒂夫卡區。該村面積0.19平方公里，海拔高度246米，2001年人口731，人口密度每平方公里3,787.6人。